# 凯蒂·韦瑟斯顿
凯蒂·韦瑟斯顿（英語：Katie Weatherston，1983年4月6日—），加拿大女子冰球运动员，场上位置是前锋。她曾代表加拿大国家队参加2006年冬季奥林匹克运动会冰球比赛，获得一枚金牌。